# Splatting Image
Splatting Image ist eine in Berlin seit 1989 erscheinende deutsche Filmzeitschrift, die sich nach Selbstauskunft mit dem „unterschlagenen Film“ befasst. Sie erschien bis 2012 vierteljährlich. Die Ausgaben 93 bis 95 wurden 2013 nur noch digital als pdf vertrieben. Seither wird Splatting Image online als Blog weitergeführt. Bekannte Autoren waren bisher Christian Keßler, Marcus Stiglegger, Jörg Buttgereit, Ekkehard Knörer sowie Konradin Leiner.

## Inhalt
Als Horrorfilmmagazin begonnen, erweiterte sich das Themenspektrum der Publikation bald zusehends. Der Schwerpunkt lag auf dem so genannten „unterschlagenen Film“, auf Filmen also, denen üblicherweise kaum oder wenig Beachtung zukommt. Dazu zählen Splatter-, Underground- und Subkulturfilme genauso wie Trash, alternativer und experimenteller Porno, aber auch Science-Fiction, Horror, Thriller und Dokumentationen. Von Anfang an wurde auch über Filme jenseits des aktuellen Kinobetriebs berichtet: So bekam das asiatische Kino schon frühzeitig eine eigene, feste Rubrik im Heft. Auch Bollywood wurde frühzeitig beachtet und kritisch beobachtet. Grundsätzlich richtete sich die inhaltliche Zusammenstellung nicht nach dem deutschen Filmangebot, weshalb die Zeitschrift gerade vor der Verbreitung des Internets eine Informationsquelle für das „andere“ internationale Filmgeschehen darstellte.
Neben aktuellen Filmkritiken gehörten Magazinartikel in Form von filmhistorischen Rückblicken und Essays, Interviews, Reportagen oder Festivalberichte zum festen Bestandteil jeder Ausgabe. Kultcharakter hatten die Artikel von Christian Keßler, der sich auf sehr humorvolle Weise mit einer bestimmten Sorte von B-Movies befasste.
Splatting Image zeichnet sich durch eine sehr heterogene Zusammensetzung ihres Autorenteams aus. Die Autoren stammen zum Teil aus der Filmwissenschaft und dem Filmjournalismus, daneben stehen klassische Fanzine-Hobbyautoren mit hoher Expertise auf ihrem Gebiet. Eine einheitliche redaktionelle Linie in der Auswahl besprochener Filme und in der Schreib- und Herangehensweise gibt es nicht.